# Coronel Vivida (ort)
Coronel Vivida är en ort i Brasilien.   Den ligger i kommunen Coronel Vivida och delstaten Paraná, i den södra delen av landet, 1 200 km söder om huvudstaden Brasília. Coronel Vivida ligger 715 meter över havet och antalet invånare är 15 841.
Terrängen runt Coronel Vivida är kuperad åt sydväst, men åt nordost är den platt. Coronel Vivida är det största samhället i trakten.
Omgivningarna runt Coronel Vivida är en mosaik av jordbruksmark och naturlig växtlighet. Runt Coronel Vivida är det ganska glesbefolkat, med 36 invånare per kvadratkilometer.